# Вилиесинд

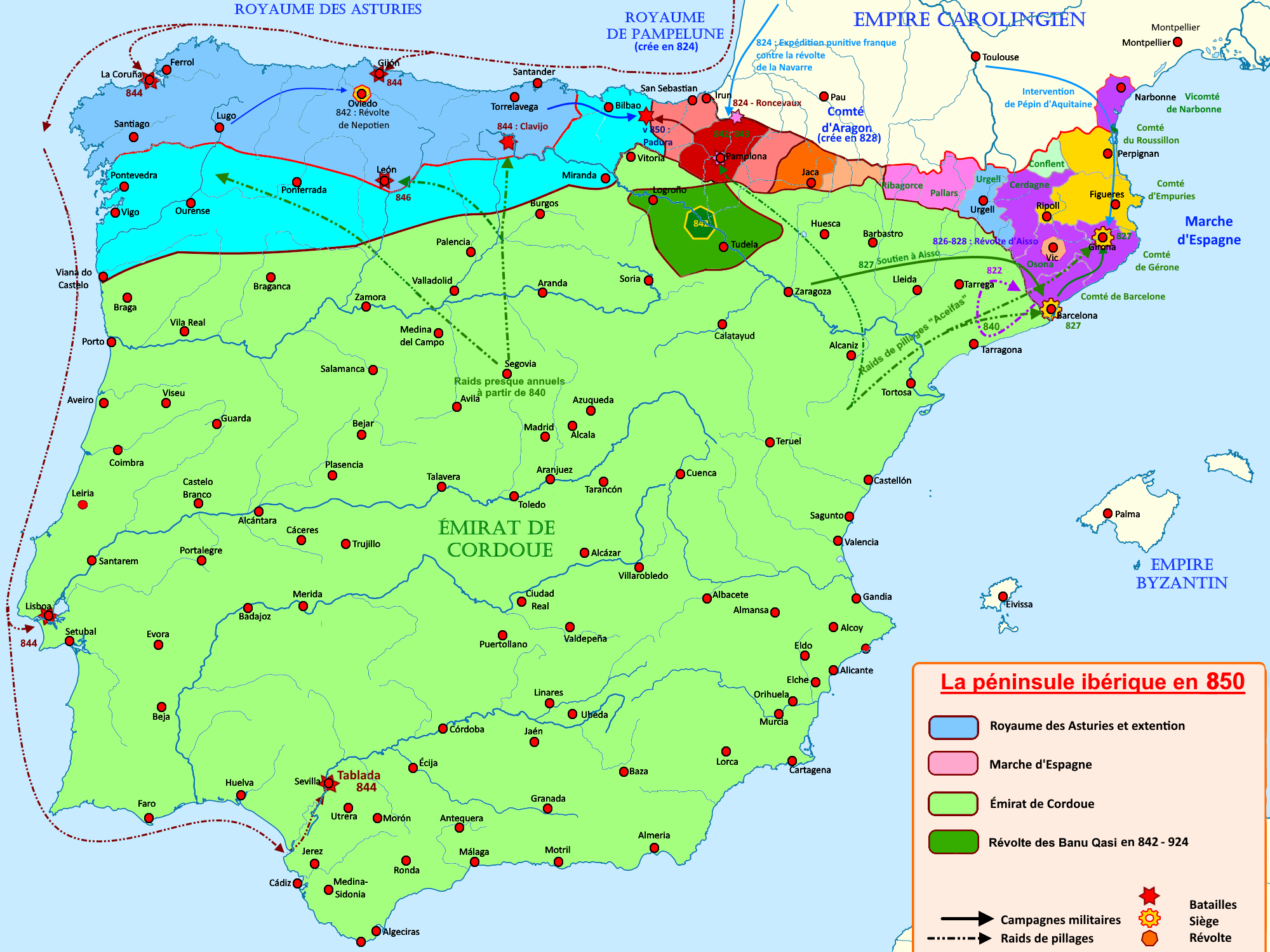
Пиренейский полуостров в 850 году

Вилиесинд (Гульдесинд; лат. Wiliesindus или Guldesindus, баск. Wilesindo; IX век) — епископ Памплоны в середине IX века.

## Биография
Вероятно, Вилиесинд родился в первой половине IX века. Его происхождение в средневековых исторических источниках не упоминается. Ономастические данные свидетельствуют, что имя Вилиесинда имело вестготское происхождения, и поэтому он, возможно, был потомком жителей уничтоженного в начале VIII века маврами Вестготского королевства. Вряд ли он мог быть уроженцем Наварры, так как она была населена басками, имевшими свой именослов.
Неизвестно, когда и с какой целью Вилиесинд приехал в наваррскую столицу Памплону: или после избрания главой местной епархии, или ещё до этого с целью христианизации местного населения. Не позднее 848 года Вилиесинд получил сан епископа. Его предшественником был упоминавшийся в 829 году Опилан. Управление Вилиесиндом Памплонской епархией пришлось на период, плохо освещённый в источниках. Неизвестно даже, были ли в Памплоне другие епископы между Вилиесиндом и Опиланом. Возможно, своё посвящение в епископский сан Вилиесинд получил от одного из митрополитов арабской части Пиренейского полуострова. Это является подтверждением всё ещё сохранявшихся тесных отношений между епархиями бывшего Вестготского королевства. Однако это также свидетельствует о слабых связях здешнего клира со своими единоверцами из Франкского государства.
Первое свидетельство о Вилиесинде в современных ему документах относится к 848 году, когда в Памплонскую епархию прибыл святой Евлогий Кордовский. Тот в поисках своих пропавших без вести братьев Альвара и Исидора собирался посетить владения франков, но из-за военных действий в Испанской марке и Васконии был вынужден отказаться от своего намерения. Вместо этого Евлогий совершил поездку по областям северной части Пиренейского полуострова. Одним из пунктов его путешествия и была Памплона. Вероятно, выбор этого города Евлогием был обусловлен и хорошими отношениями, существовавшими тогда между королём Иньиго Аристой и мусульманами (в первую очередь, мувалладами из Бану Каси). В находившихся под окормлением Вилиесинда территориях Евлогий провёл довольно продолжительное время, успев не только пожить в столице Наварры, но и посетить находившиеся в Памплонской епархии монастыри. Возможно, Евлогий продолжил свою поездку только в 849 году.
В 851 году Евлогий Кордовский за твёрдое отстаивание своих христианских убеждений попал в опалу эмира Абд ар-Рахмана II и был арестован. Находясь в тюрьме, Евлогий 15 ноября 851 года написал «своему другу» Вилиесинду пространное письмо, в котором благодарил епископа Памплоны за оказанный ему три года назад приём. Послание было доставлено Вилиесинду Галиндо Иньигесом, сыном короля Памплоны. Тот в 845 году был отдан в заложники Абд ар-Рахману II после неудачного мятежа, организованного против эмира Иньиго Аристой и главой Бану Каси Мусой II ибн Мусой. Иньиго Ариста скончался в 851 или 852 году, после чего Галиндо возвратился из Кордовы в Памплону, по пути захватив письмо Евлогия.
Этот сохранившийся до наших дней документ является очень важным источником по истории раннесредневековой Наварры и близлежавших территорий. В письме Евлогий Кордовский не только с большой похвалой отзывался о благочестии епископа Вилиесинда и настоятелей посещённых им монастырей, но и писал, что «Памплонским округом» (лат. territorium Pampilonense) правит «христианский правитель» (лат. princeps christicola) (скорее всего, имея в виду Иньиго Аристу). В послании сообщалось о существовании в Памплонской епархии пяти аббатств, из которых наиболее крупным был монастырь Лейре. Упоминал Евлогий и о находившихся в обителях библиотеках. В «Житии Евлогия» (лат. «Vita Eulogii») Павел Альвар писал, что в них было множество сочинений античных авторов: в том числе, Авиана, Вергилия, Ювенала, Горация, Порфирия и Аврелия Августина. Некоторые из них, тогда неизвестные в Кордове, Евлогий увёз к себе на родину. Из книг Евлогий Кордовский особенное внимание уделил написанному с антиисламских позиций трактату о пророке Мухаммеде, приведя из него обширные выдержки в созданном им сочинении «Оправдание мучеников» (лат. «Apologeticus martyrum»). Тогда же Евлогий прислал Вилиесинду мощи святых Ацискла и Зоила.
В «Фонтенельской хронике» сообщается о посольстве, присланном в 850 или 851 году двумя «герцогами наваррцев» «Индуином» и «Митионом» (лат. «Induonis et Mitionis Ducum Navarrorum») к правителю Западно-Франкского королевства Карлу II Лысому. В хронике упоминается о принятии послов с большим почётом и о заключении франками мирного договора с наваррскими властителями.
При Вилиесинде Памплона неоднократно подвергалась нападениям врагов: мавров и викингов. В 840—850-х годах столица Наварры несколько раз захватывалась мусульманами. Наиболее сильно город пострадал от нападения 842/843 года. Враждебность мусульман была вызвана заключением направленных против эмиров Кордовы Абд-ар-Рахмана II и Мухаммада I союзов: сначала между Иньиго Аристой и Мусой II ибн Мусой, а затем между Гарсией I Иньигесом и королями Астурии Ордоньо I и Альфонсо III Великим. Во время одного из таких военных конфликтов Памплона была сильно разрушена: в том числе, был полностью сожжён кафедральный собор. Из-за этого около 850 года Вилиесинду пришлось переехать в хорошо укреплённый монастырь Лейре, где резиденция глав Памплонской епархии находилась до 1023 года. Во время вторжения в Наварру норманнов в 859 или 860 году король Гарсия I Иньигес попал в плен и за его освобождение скандинавам был дан большой выкуп.
В агиографических источниках инициативе Вилиесинда и Иньиго Аристы приписывается перенесение в 852 году в монастырь Лейре мощей казнённых незадолго до того святых Алодии и Нунилы. Епископа Памплоны также называют основателем монастыря Санта-Мария-де-Обарра в долине реки Исабена. В документе, сохранившемся в «Libro gótico» из аббатства Сан-Хуан-де-ла-Пенья, сообщается об участии в 860 году Вилиесинда, короля Гарсии I Иньигеса и аббата Лейре Фортуна в основании монастыря Санта-Мария-де-Фонфрия в Сальватьерра-де-Эске. Это последнее достоверное свидетельство о Вилиесинде в источниках. Эту же дату иногда называют и датой его смерти, хотя, скорее всего, более правильной является приблизительная датировка смерти епископа: вторая половина IX века. Следующим после него известным епископом Памплоны был впервые упоминавшийся в 876 году Химено. Нет никаких сведений, был ли тот непосредственным преемником Вилиесинда, или между ними Памплонской епархией управляли какие-то другие епископы, имён которых не сохранилось.

## Комментарии
1. ↑  В Испанской марке против правителя Западно-Франкского королевства Карла II Лысого поднял мятеж Гильом Септиманский, а в Васконии — Санш II Санше[11].
2. ↑  Первый из «герцогов» единодушно отождествляется современными историками с Иньигой Аристой. Вторым, по разным мнениям, мог быть или правивший в Сангуэсе Химено Гарсес, или глава Бану Каси Муса II ибн Муса[30][31].